# Ring (sveakung)
För andra betydelser, se Kung Ring.
Kung Ring var en sveakung omnämnd av Adam av Bremen som berättar att denne var kung när Unni, ärkebiskop av Bremen, anlände till Birka 935 eller 936. Ärkebiskop Unni avled under denna vistelse. Adam av Bremen skriver att Ring regerade tillsammans med sina söner Erik och Emund. Utifrån hur Adam av Bremen formulerar sig, har en del historiker dragit slutsaten att Birkakungarna inte längre bodde på ön Adelsö vid kung Rings tid.
En förmodad gravplats attribuerad till kung Ring, Konung Rings gravsten, finns i Holmestad i Västergötland, avbildad i Suecia-verket 1705.